# Podraga
Podraga – wieś w Słowenii, w gminie Vipava. W 2018 roku liczyła 331 mieszkańców.